# The Formative Years
| Recensione | Giudizio |
| ---------- | -------- |
| AllMusic   |          |

The Formative Years è un album-raccolta a nome Stan Kenton and His Orchestra, pubblicato dalla casa discografica Decca Records nel maggio del 1956.

## Tracce

### LP
Lato A
1. El choclo (Arrangiamento di Joe Rizzo - Red Dorris assolo sassofono tenore; Bill Lahey assolo sassofono alto) – 3:11 (musica: Angel Gregorio Villoldo) – Registrato il 13 febbraio 1942
2. Gambler's Blues (Arrangiamento di Stan Kenton - Howard Rumsey assolo contrabbasso; Jack Ordean assolo sassofono alto; Chico Alvarez assolo tromba) – 4:23 (musica: Tradizionale) – Registrato il 13 febbraio 1942
3. Lamento Gitano (Gypsy Lament) (Arrangiamento di Stan Kenton - Chico Alvarez assolo tromba; Jack Ordean assolo sassofono alto; Howard Rumsey assolo contrabbasso) – 3:18 (musica: Maria Grever) – Registrato il 13 febbraio 1942
4. The Nango (Arrangiamento di Stan Kenton - Red Dorris assolo sassofono tenore; Chico Alvarez assolo tromba) – 2:37 (testo: Mack Gordon – musica: Harry Warren) – Registrato l'11 settembre 1941

Lato B
1. Tabù (Arrangiamento di Stan Kenton - Howard Rumsey assolo contrabbasso; Chico Alvarez assolo tromba) – 2:59 (musica: Margarita Lecuona) – Registrato l'11 settembre 1941
2. This Love of Mine (Arrangiamento di Joe Rizzo - Frank Beach assolo tromba; Jack Ordean assolo sassofono alto; Red Dorris voce) – 2:44 (testo: Frank Sinatra – musica: Henry Sanicola, Sol Parker) – Registrato l'11 settembre 1941
3. Reed Rapture (Arrangiamento di Stan Kenton - Nessun assolo) – 2:28 (musica: Stan Kenton) – Registrato il 13 febbraio 1942
4. Concerto for Doghouse (A Setting in Motion) (Arrangiamento di Stan Kenton - Howard Rumsey assolo contrabbasso) – 3:09 (musica: Stan Kenton) – Registrato il 13 febbraio 1942
5. Adios (Arrangiamento di Stan Kenton - Red Dorris assolo sassofono tenore) – 2:49 (Enric Madriguera, Eddie Woods) – Registrato l'11 settembre 1941

- A volte il brano Tabù è riportato anche come Taboo

## Musicisti
El choclo / Gambler's Blues / Lamento Gitano (Gypsy Lament) / Reed Rapture / Concerto for Doghouse (A Setting in Motion)
- Stan Kenton – pianoforte, direttore orchestra
- Jack Ordean – sassofono
- Bill Lahey – sassofono
- Red Dorris – sassofono
- Ted Romersa – sassofono
- Bob Gioga – sassofono
- Frank Beach – tromba
- Chico Alvarez – tromba
- Earl Collier – tromba
- Dick Cole – trombone
- Harry Forbes – trombone
- Lorin Aaron – trombone
- Al Costi – chitarra
- Howard Rumsey – contrabbasso
- Marvin George – batteria

The Nango / Tabù / This Love of Mine / Adios
- Stan Kenton – pianoforte, direttore orchestra
- Jack Ordean – sassofono
- Ted Romersa – sassofono
- Red Dorris – sassofono, voce (brano: This Love of Mine)
- Hollis Bodwell – sassofono
- Bob Gioga – sassofono
- Frank Beach – tromba
- Chico Alvarez – tromba
- Earl Collier – tromba
- Dick Cole – trombone
- Harry Forbes – trombone
- Al Costi – chitarra
- Howard Rumsey – contrabbasso
- Marvin George – batteria

Note aggiuntive
- Hal Webman – note retrocopertina album originale[3][4]